# Böckinger See

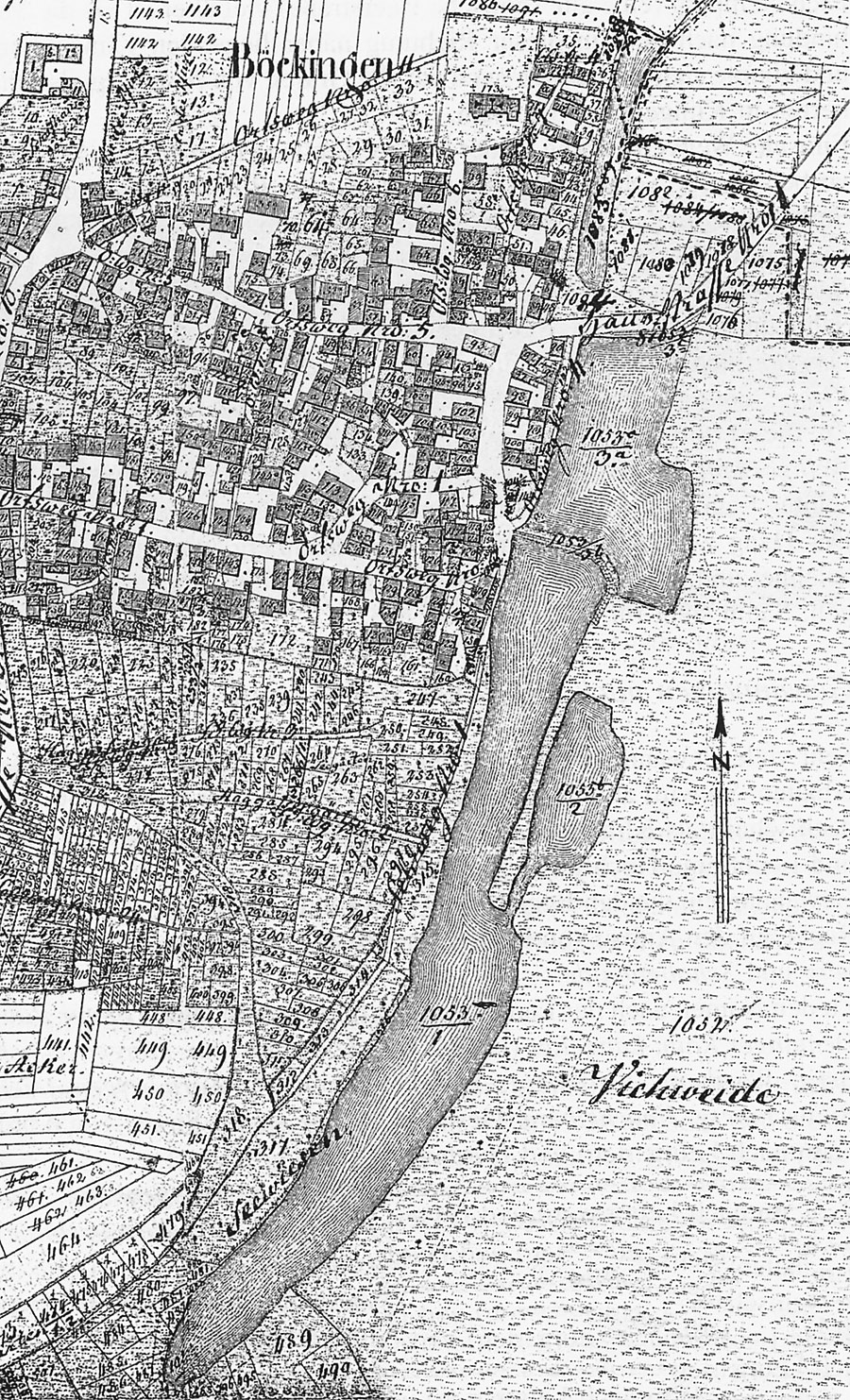
Böckingen am See, Karte von 1834

Der Böckinger See war ein länglicher See im Südosten des Heilbronner Stadtteils Böckingen, der aus einem seit 1333 teilweise trocken gefallenen Altarm des Neckars entstanden war. Der See war lange Zeit ein Doppel-See aus Oberem und Unterem See. Nachdem der Untere See bereits im 19. Jahrhundert trockengelegt worden war, wurde auch der Obere See zugunsten der Bahnanlagen in Böckingen 1894 bis 1896 eingeengt, später immer weiter verkleinert und letztendlich 1948 mit Trümmern des im Zweiten Weltkrieg schwer beschädigten Ortes zugeschüttet.

## Geschichte

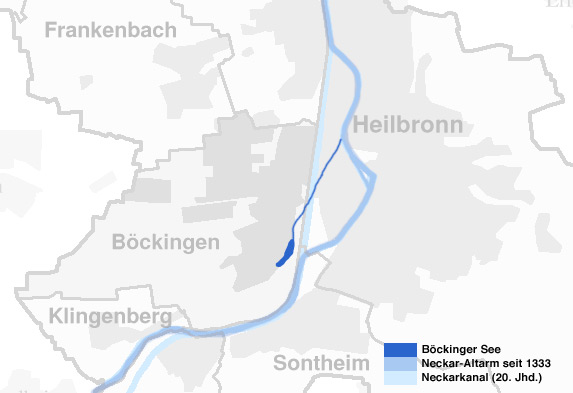
Böckinger See und nördlicher Verlauf der Altach (tiefblau), Neckar-Hauptstrom seit 1333 (mittelblau) sowie Neckarkanal seit 20. Jahrhundert (hellblau) auf heutigem Siedlungsbild

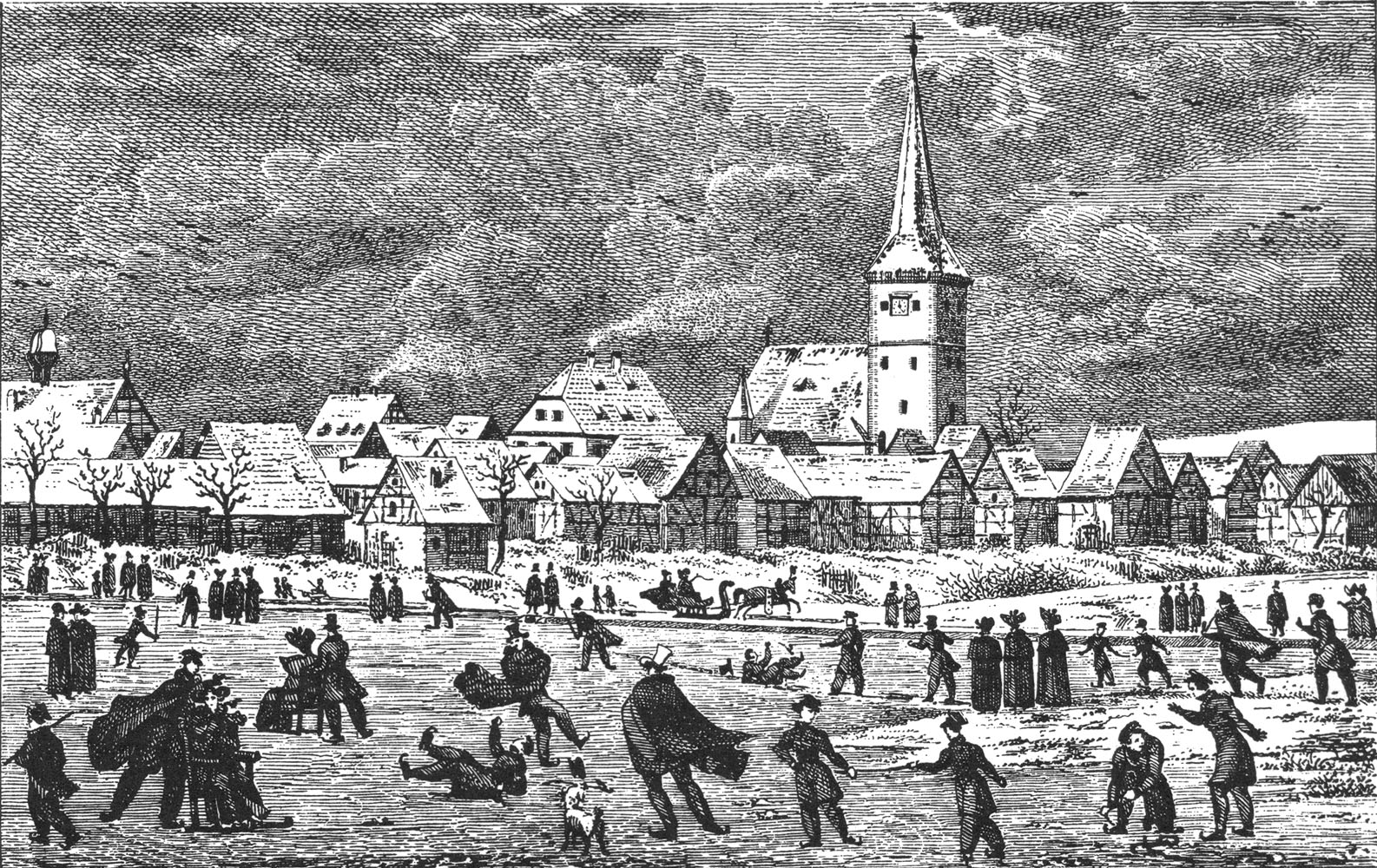
Winterszene am Böckinger See (1835)

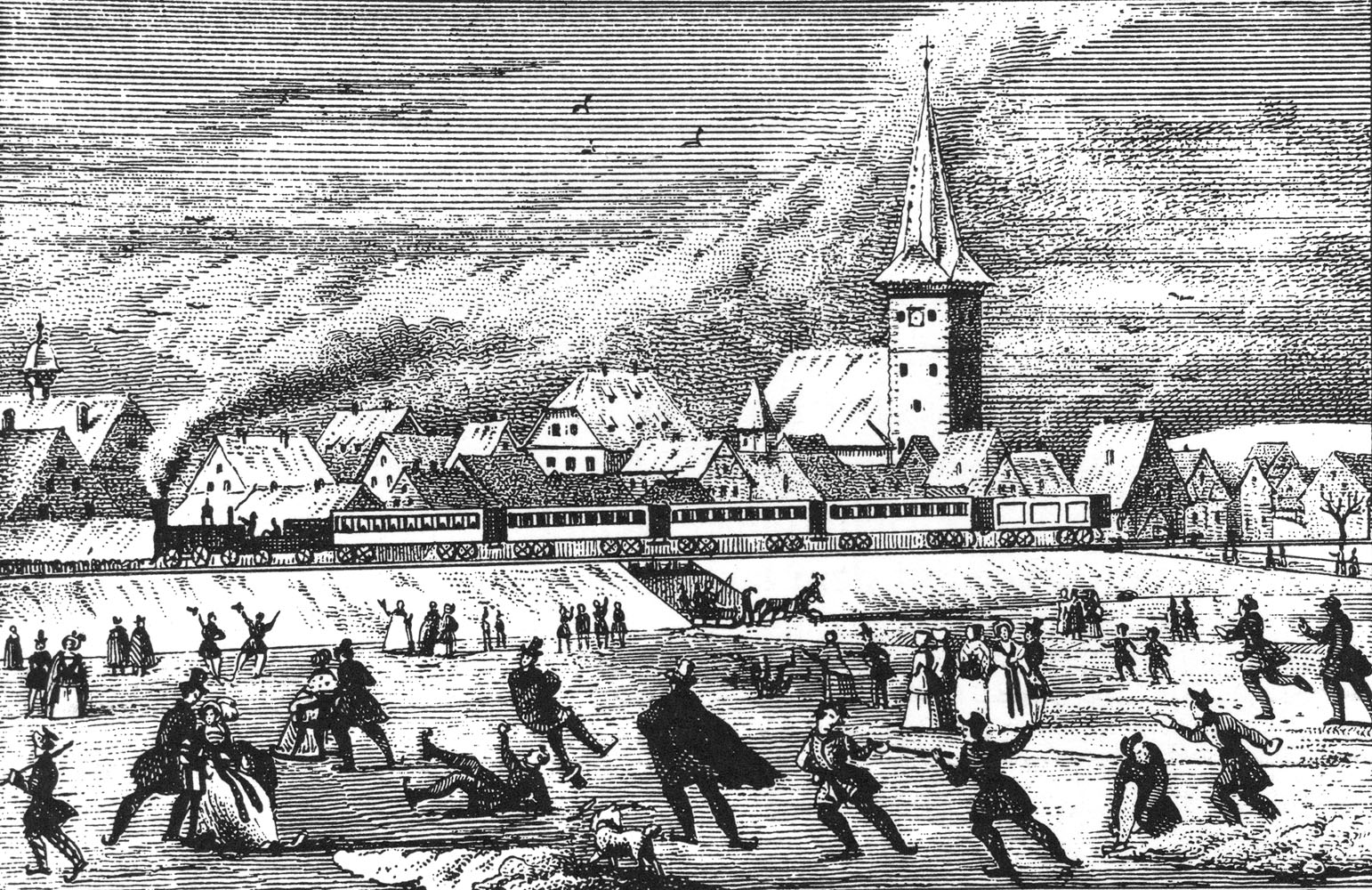
… und mit der Nordbahn (1848 oder später)

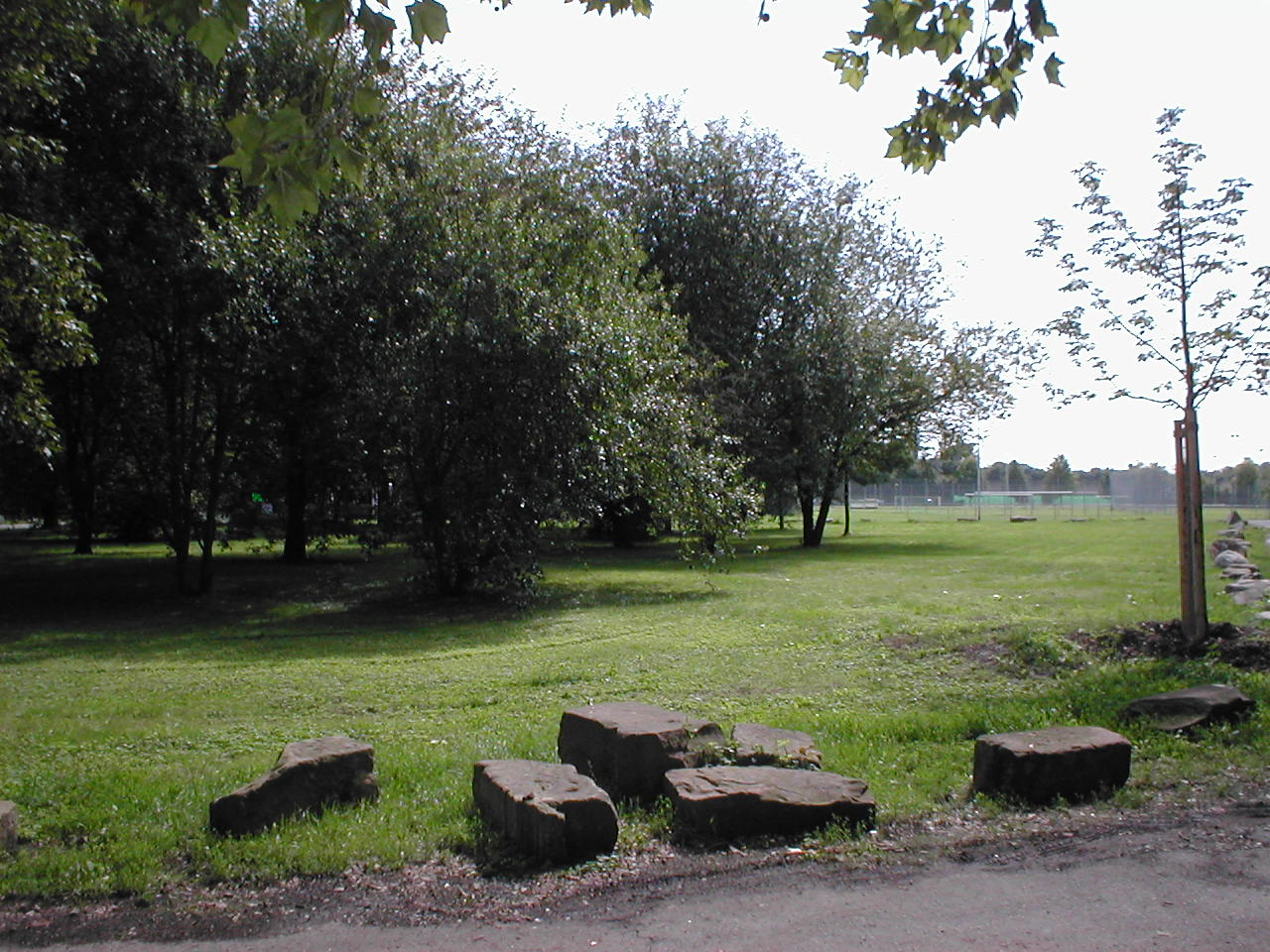
Gelände an der Viehweide, ehemals See. Im Vordergrund Trümmer als Grünflächenschutz

Ursprünglich floss der Neckar-Hauptstrom bei Böckingen, während weiter östlich an Heilbronn nur ein Nebenarm vorbeiführte. Bei einem Hochwasser im Jahr 1333 kam es zum Durchbruch des Hauptstroms nach Osten. Das Neckarprivileg erlaubte der Stadt Heilbronn, den Lauf des Flusses zu ändern. Der alte Flussarm vor Böckingen wurde durch ein Wehr vom Neckar abgetrennt und der neue Hauptarm des Neckars entlang der westlichen Heilbronner Stadtmauer geführt. Von dem ursprünglichen Neckararm bei Böckingen blieb infolge Austrocknung und Verlandung am Ende nur noch ein länglicher See vor den Toren Böckingens übrig, der eine Länge von mehreren hundert Metern und eine Breite von 20 bis 45 Metern hatte. Daher wurde Böckingen auch Böckingen am See genannt.
Um den See rankt sich die Sage vom Hecht im Böckinger See. Im Jahr 1497 soll ein Hecht im See gefangen worden sein, den angeblich Kaiser Friedrich II. im Jahr 1230 dort eingesetzt hatte. So zumindest war es auf einem 1612 erstmals erwähnten und 1944 zerstörten alten Gemälde im Heilbronner Rathaus zu lesen.
Der See war 1731 noch eine geschlossene Einheit, verkam dann aber durch fortschreitende Austrocknung zu einem aus zwei angrenzenden Seen bestehenden Doppelsee. 1770 war der Altach genannte ursprüngliche Flusslauf vom See nach Nordosten so weit trockengefallen, dass keine Brücke zu seiner Überquerung mehr benötigt wurde. Im Jahr 1834 hatte der See noch eine stattliche Länge von 750 Metern, er wurde jedoch sukzessive weiter trockengelegt. So schrumpfte seine Fläche von 347 a im Jahr 1835 durch den Bau der 1848 eröffneten Nordbahn auf 252 a im Jahr 1852.
Der Untere See im Besitz der Gemeinde Böckingen wurde von 1873 bis 1884 vollständig trockengelegt. Den Oberen See erwarb die Gemeinde 1881 von der Königlichen Domänendirektion. Für den 1894 bis 1896 erbauten Heilbronner Rangierbahnhof und das zweite Gleis der Eisenbahnstrecke Bietigheim–Jagstfeld mussten die Gleise zu Lasten des Sees weiter nach Osten verlegt werden. Dadurch verkürzte sich seine Länge auf 410 Meter, die Fläche betrug nunmehr 167 a. Auf dem Damm der Eisenbahn wurde 1901 der Böckinger Bahnhof eröffnet.
Das Fischrecht auf dem See war um 1900 an den Fischer Krause, später an Heinrich Stegmüller, den „Seehein“ verpachtet. Der See fiel jedoch weiter trocken und war gegen Ende des Zweiten Weltkriegs ein „vergammelter Großtümpel, von dem sommers eine recht große Schnakenplage ausging“, so dass der See bis 1948 vollends mit den Trümmern des bei Luftangriffen 1944/45 zerstörten Ortes zugeschüttet wurde.
Auf der alten Seefläche wurde zunächst ein Kleingartengelände eingerichtet. 1967 gab es nicht weiter verfolgte Pläne, den See auf einer Länge von 200 Metern neu anzulegen, um eine parkähnliche Grünanlage am Böckinger Ortsrand zu schaffen. Die Grünzone wurde dann jedoch von der ab 1969 erbauten Neckartalstraße durchschnitten, und an der Stelle des Sees wurden Parkplätze und Sportplätze angelegt. Auch die Heilbronner Stadtwerke lehnten eine Neuanlage des Sees aus Gründen des Trinkwasserschutzes ab.
An den See erinnert heute noch die Seestraße, die einst von Westen auf ihn zulief. Bei der Viehweide 91 in Böckingen soll ein früherer, privater Baggersee der Seegemeinschaft e.V. symbolisch an den Böckinger See erinnern.

## Böckinger Seeräuber
Auch der Utzname der Böckinger – Seeräuber – steht im Zusammenhang mit dem Böckinger See. Die genaue Herkunft des Utznamens ist umstritten. Otto Rombach führt ihn darauf zurück, dass die Böckinger in der Feudalzeit nächtens verbotenerweise im damals königlichen Gewässer gefischt hätten. Laut dem Böckinger Chronisten Hellmut Westenberger geht der Utzname dagegen auf den Diebstahl eines Taufglöckleins im Nachbarort Frankenbach zurück, das die aus Böckingen stammenden Diebe im Böckinger See versenkt hätten. Der Utzname wird von dem von Dieter Läpple geschaffenen Seeräuberbrunnen vor dem Bürgerhaus Böckingen thematisiert.